# Utvrda Carcassonne
Utvrda Carcassonne (okcitanski jezik, Carcassona) su utvrđene zidine francuskog grada Carcassonnea, glavnog grada bivše provincije Languedoc u departmanu Aude. Utvrda je vidno odvojena od starog grada (Cité de Carcassonne) i osobito od šireg gradskog područja u nizini (ville basse).
Stari utvrđeni grad Carcassonne je izvrstan primjer srednjovjekovnih utvrda čiji masivni zidovi datiraju još iz kasne antike, a okružuju dvorac i okolne građevine, ulice i gotičku katedralu. Carcassonne je također iznimne važnosti zbog duge restauracije koju je pokrenuo Eugène Viollet-le-Duc 1853. godine, jedan od osnivača moderne znanosti konzervacije. Obnovljena utvrda je dodana na UNESCOv popis mjesta svjetske baštine u Europi 1997. godine

## Etimologija
Po narodnoj predaji, po završetku opsade grada jedna je dvorkinja (francuski: châtelain) po imenu Carcas to objavila radosnom zvonjavom zvona (francuski, "Carcas sona") – što je ovjekovječeno neo-gotičkom skulpturom Mme. Carcas na stupu u blizini vrata Narbonne.

## Povijest
Carcasssone je smješten na strateškom mjestu iznad glavnog puta od Toulousea prema Sredozemnom moru. Najstarije naselje u ovom području je datirano oko 3500. pr. Kr., no utvrđena naseobina na brdu današnjeg Carcassonnea postoji od oko 6. st. pr. Kr. Ona je postala važnim rimskim gradom za Julija Cezara (i naziva se Julia Carsaco), a utvrđen je u 4. stoljeću. Kao strateško mjesto Carcassonnske zidine su pojačali Vizigoti, a od 728. do 750. zauzeli su ga Arapi. 
Kasnije je postao glavnim uporištem Albigenza (ili Katara, kršćanske heretičke sekte), pod upravom obitelji Trencaval. Grad je teško stradao u 13. stoljeću kada je Simon de Montfort stariji tu uspostavio svoju bazu za Albigenški križarski rat protiv Katara. Dana 15. kolovoza 1209. ujedinjen je s Francuskom, ali su se njegovi stanovnici bunili protiv kralja Luja IX. dok ih on nije protjerao iz grada (gole i bez ikakve imovine). Tada je grad dobio svoje prepoznatljive i slavne zidine kada je kralj, iz opreza, dao da se izgrade dvostruke zidine i proširi dvorac. Tada grad postaje francuska pogranična utvrda prema kraljevini Aragon. Niži dio grada, na lijevoj strani rijeke, osnovao je kralj Luj XI. 1247. godine. Katedrala Sv. Mihovila iz 13. stoljeća i crkva sv. Vincenta su preživjele, te je danas u Carcassonnu sjedište biskupije. 
Sredinom 19. stoljeća stara utvrda je bila predviđena za rušenje, ali je zahvaljujući gradonačelniku Jean-Piere Cross Meirevillu i književniku Prospiere Merimeu njeno rušenje spriječeno i otpočela je obnova utvrde. Radovi su otpočeli 1853. godine po nacrtima Viollet-le-Duca, koje je nakon njegove smrti 1879. godine, dovršio Paul Bosnilvald. Obnovljene gradske zidine su svjedoci tisućljetne vojne arhitekture i 2,500 godina povijesti.

## Ahitektura
Utvrdbene zidine grada Carcassonea su otprilike četvrtastog oblika, dugog oko 525 metara i širokog oko 250 m. Zatvaraju ga dvostruke srednjovjekovne zidine od kojih su unutarnje duge oko 1245 m s 29 okruglih tornjeva, a vanjske duge 1320 m s 18 tornjeva. Unutrašnje zidine su izgrađene na temeljima vizigotskih i rimskih zidina koje je proširio kralj Luj IX. i njegovi nasljednici.  Okrugli tornjevi imaju četvrtaste osnove, nadsvođene prostorije, uske otvore za boj i mjesto za katapulte na krovu. Unutar zidina nalazi se dvorac obitelji Trecavel iz 12. stoljeća. Iako su ga u 12. stoljeću zvali palačom, a ne utvrdom, kasnijom izgradnjom francuskih kraljeva (trostruke južne zidine, istočno i sjeverno od dvorca, te 6 okruglih tornjeva koji okružuju obrambeni kanal) više liči na utvrdu. Vanjske zidine je izgradio Luj IX. 1240ih i nemaju unutarnjih zidina kako bi u slučaju da ih neprijatelj zauzme bili otvoreni napadu s unutarnjih zidina.
Šiljaste krovove tornjeva prekrivene slatinom dodao je Viollet-le-Duc u 19. stoljeću o uzoru na dvorce iz Loire koji su građeni u renesansi.